# Circondario di Rastatt
Il circondario di Rastatt è uno dei circondari dello stato tedesco del Baden-Württemberg.
Fa parte del distretto governativo di Karlsruhe.

## Città e comuni
(Abitanti il 31 dicembre 2022)
| Città 1. Bühl – Grande città circondariale (29 133) 2. Gaggenau – Grande città circondariale (30 250) 3. Gernsbach (14 397) 4. Kuppenheim (8 488) 5. Lichtenau (5 035) 6. Rastatt – Grande città circondariale (51 310) | Comuni 1. Au am Rhein (3 475) 2. Bietigheim (6 635) 3. Bischweier (2 994) 4. Bühlertal (8 105) 5. Durmersheim (12 085) 6. Elchesheim-Illingen (3 267) 7. Forbach (4 665) 8. Hügelsheim (5 143) 9. Iffezheim (5 285) 10. Loffenau (2 594) 11. Muggensturm (6 259) 12. Ötigheim (5 119) 13. Ottersweier (6 536) 14. Rheinmünster (6 925) 15. Sinzheim (11 533) 16. Steinmauern (3 231) 17. Weisenbach (2 517) |

## Amministrazione

### Gemellaggi
Il distretto rurale di Rastatt è gemellato con:
 Città di Vantaa, Finlandia dal (1968)
 Provincia di Pesaro e Urbino, Marche dal (1996)